# Horace Mann junior
Horace Mann junior (* 25. Februar 1844 in Boston; † 11. November 1868) war ein US-amerikanischer Botaniker. Sein offizielles botanisches Autorenkürzel lautet „H.Mann“.

## Leben
Horace Mann junior war der Sohn des Bildungsreformers Horace Mann (1796–1859). Während seines Studiums an der Lawrence Scientific School besuchte er Zoologie-Vorlesungen bei Louis Agassiz und Botanik-Lehrgänge bei Asa Gray. 1864 unternahm er gemeinsam mit William Tufts Brigham botanische Expeditionen zu den Hawaii-Inseln, wo sie über 100 neue Pflanzentaxa entdeckten. Hierzu gehörten unter anderem die Gattungen Platydesma und Alsinidendron. Nach der Rückkehr an die Lawrence Scientific School schrieb Mann seine Doktorarbeit über die hawaiische Flora mit dem Titel „Enumeratio of Hawaiian Plants“, die 1867 veröffentlicht wurde. 1868 wurde er in die American Academy of Arts and Sciences gewählt.
Es war Asa Grays Wunsch, dass Horace Mann junior sein Nachfolger am Botanischen Garten und an der Abteilung für Botanik an der Harvard University wird. Noch bevor Mann das Amt antreten konnte, verstarb er am 11. November 1868 im Alter von 24 Jahren an Tuberkulose.
Neben „Enumeratio of Hawaiian Plants“ verfasste Mann die Manuskripte zu weiteren Werken über die hawaiische Flora, darunter „Flora of the Hawaiian Islands“ oder „Analysis of the Hawaiian Flora“, die von William Tufts Brigham beendet und nach Manns Tod veröffentlicht wurden.

## Dedikationsnamen
William Tufts Brigham benannte Cyanea mannii, Wilhelm Hillebrand Huperzia mannii und Cryptocarya mannii, William Munro Poa mannii und Daniel Cady Eaton benannte den Farn Diellia mannii zu Ehren von Horace Mann junior.